# Tour France
Tour France, este o clădire rezidențială din districtul financiar La Défense din orașul francez Puteaux.
După Tour Défense 2000, turnul Tour France este cea mai înaltă clădire rezidențială din Île-de-France.

## Locuitori celebri
În timpul construcției, cântărețul Gilbert Bécaud și-a așezat pianul de coadă la ultimul etaj cu macaraua, înainte de a construi acoperișul, asistat de el însuși la urcarea pe platformă.